# Taeniophyllum bakhuizenii
Taeniophyllum bakhuizenii är en orkidéart som beskrevs av Johannes Jacobus Smith. Taeniophyllum bakhuizenii ingår i släktet Taeniophyllum och familjen orkidéer. Inga underarter finns listade i Catalogue of Life.